# Kabupaten de Tapanuli central
Tapanuli central (en indonésien Kabupaten Tapanuli Tengah) est un kabupaten situé dans la province de Sumatra du Nord en Indonésie. Son chef-lieu est Pandan. Ce kabupaten a une superficie de 2 158 km2 et, selon le recensement de 2010, comptait 310 962 habitants. L'estimation officielle de janvier 2014 est de 324 315 habitants. 

## Administration
Le kabupaten est divisé en 20 districts (kecamatan). 

## Tourisme

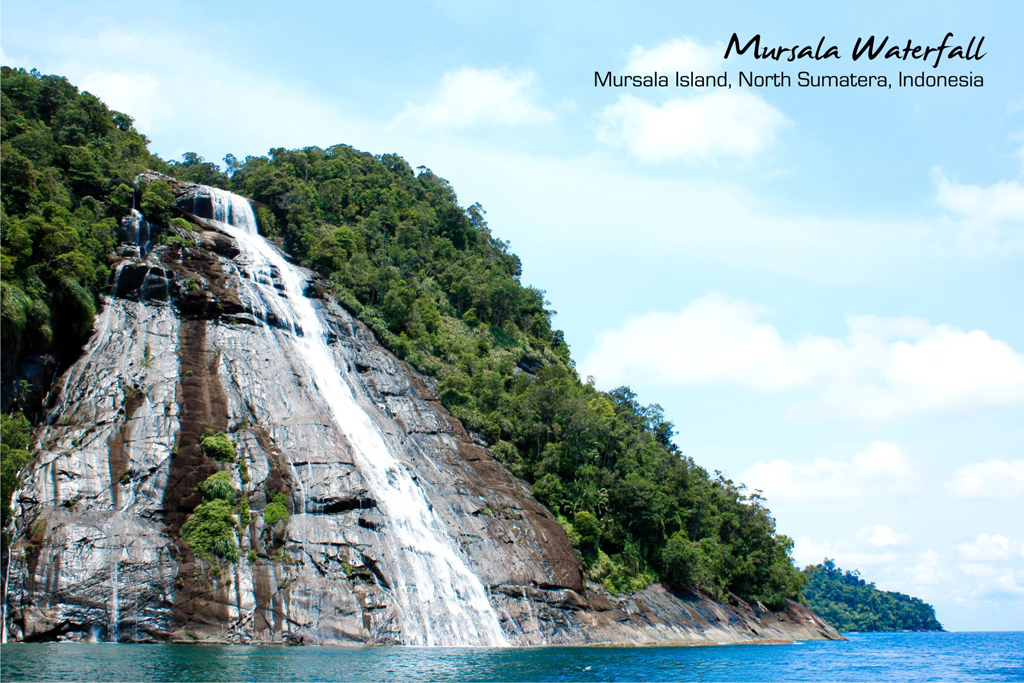
La cascade de Musala.

Les plages de Tapanuli central offrent des sports de surf, bien qu'elles ne soient pas aussi connues que celles de l'île de Nias. Le kabupaten possède une trentaine d'îles, dont l’une des plus grandes est Musala, qui fait quelque 80 km² On s'y rend en une heure en bateau à moteur depuis Sibolga. On y trouve une cascade qui tombe directement à la mer. A une centaine de mètres de la cascade, l'eau est encore douce et possède de magnifiques coraux. En 1933, on y a tourné le premier King Kong.